# Wolperath
Wolperath is een plaats in de Duitse gemeente Neunkirchen-Seelscheid, deelstaat Noordrijn-Westfalen, en telt 1311 inwoners (2005).

## Voetnoten
1. ↑  Google Earth